# Женска фудбалска репрезентација Финске
Женска фудбалска репрезентација Финске (фин. Suomen naisten jalkapallomaajoukkue) је национални фудбалски тим који представља Финску на међународним такмичењима и под контролом је Фудбалског савеза Финске (фин. Suomen Palloliitto), владајућег тела за фудбал у Финској.
Репрезентација је стигла до полуфинала Европског првенства 2005. године, изненадивши свет женског фудбала ремизирајући са репрезентацијом Шведске и победивши репрезентацију Данске. Финска је била домаћин финала ЕП 2009.
Фински тим је имао неколико играчица које се сматрају међу најбољима у женском фудбалу, као што су Лаура Остерберг Калмари, Сана Валконен и Ане Мекинен.
Од марта 2017. године, тим се налази на 28. месту ФИФА светске ранг листе. Ово је најнижи статус од када је рангирање почело 2003. Од 2004. до 2010. репрезентација Финске се у просеку налазила око 16. места.

## Рекорди играчица
Активне играчице подебљана имена, 
 Ажурирано 9. јул 2022

### Играчице са највише утакмица
| Ранг | Играчица                | Ута | Гол | Година    |
| ---- | ----------------------- | --- | --- | --------- |
| 1    | Ана Вестерлунд          | 145 | 4   | 2008–     |
| 2    | Лаура Естерберг Калмари | 130 | 41  | 1996–2011 |
| 3    | Тујра Хјиринен          | 121 | 3   | 2007–     |
| 4    | Сана Валконен           | 120 | 7   | 1995–2009 |
| 4    | Линда Селстрем          | 120 | 51  | 2007–     |
| 6    | Ане Мекинен             | 118 | 16  | 1991–2009 |
| 6    | Јесика Јулин            | 118 | 4   | 1997–2009 |
| 8    | Тиња-Рика Корпела       | 109 | 0   | 2007–     |
| 9    | Ана-Каиса Рантанен      | 105 | 8   | 1996–2011 |
| 10   | Сана Талонен            | 103 | 36  | 2004–2014 |
| 11   | Катри Матсон            | 100 | 2   | 1999–2015 |

Извор:

### Играчице са највише погодака
| Ранг | Играчица                | Гол | Ута | Година    | Про   |
| ---- | ----------------------- | --- | --- | --------- | ----- |
| 1    | Линда Селстрем          | 51  | 120 | 2007–     | 0,425 |
| 2    | Лаура Естерберг Калмари | 41  | 130 | 1996–2011 | 0,315 |
| 3    | Сана Талонен            | 36  | 103 | 2004–2014 | 0,35  |
| 4    | Еми Аланен              | 21  | 97  | 2010–     | 0,216 |
| 5    | Аника Сјелунд           | 17  | 69  | 2006–2014 | 0,246 |
| 6    | Ане Мекинен             | 16  | 118 | 1991–2009 | 0,136 |
| 7    | Хјди Какур]             | 12  | 48  | 1999–2005 | 0,25  |
| 7    | Аделина Енгман          | 12  | 85  | 2012–     | 0,141 |
| 9    | Маија Сори              | 11  | 94  | 2007–2016 | 0,117 |
| 10   | Риа Елинг               | 9   | 62  | 2015–     | 0,145 |
| 11   | Ану Тоика               | 8   | 29  | 1979–1992 | 0,276 |
| 11   | Сусана Хеикари          | 8   | 44  | 1994–2002 | 0,182 |
| 11   | Ана-Каиса Рантанен      | 8   | 105 | 1996–2011 | 0,076 |

Извор:

## Такмичарски рекорд

### Светско првенство за жене
| Светско првенство у фудбалу за жене − резултати | Светско првенство у фудбалу за жене − резултати | Светско првенство у фудбалу за жене − резултати | Светско првенство у фудбалу за жене − резултати | Светско првенство у фудбалу за жене − резултати | Светско првенство у фудбалу за жене − резултати | Светско првенство у фудбалу за жене − резултати | Светско првенство у фудбалу за жене − резултати | Светско првенство у фудбалу за жене − резултати |               | Квалификациони резултати | Квалификациони резултати | Квалификациони резултати | Квалификациони резултати | Квалификациони резултати | Квалификациони резултати | Квалификациони резултати |
| Година                                          | Резултат                                        | Ута                                             | Поб                                             | Нер*                                            | Изг                                             | ГД                                              | ГП                                              | Гр                                              | Ута           | Поб                      | Нер*                     | Изг                      | ГД                       | ГП                       | Гр                       |                          |
| 1991                                            | Нису се квалификовале                           | Нису се квалификовале                           | Нису се квалификовале                           | Нису се квалификовале                           | Нису се квалификовале                           | Нису се квалификовале                           | Нису се квалификовале                           | Нису се квалификовале                           | УЕФА 1991     | УЕФА 1991                | УЕФА 1991                | УЕФА 1991                | УЕФА 1991                | УЕФА 1991                | УЕФА 1991                |                          |
| 1995                                            | Нису се квалификовале                           | Нису се квалификовале                           | Нису се квалификовале                           | Нису се квалификовале                           | Нису се квалификовале                           | Нису се квалификовале                           | Нису се квалификовале                           | Нису се квалификовале                           | УЕФА 1995     | УЕФА 1995                | УЕФА 1995                | УЕФА 1995                | УЕФА 1995                | УЕФА 1995                | УЕФА 1995                |                          |
| 1999                                            | Нису се квалификовале                           | Нису се квалификовале                           | Нису се квалификовале                           | Нису се квалификовале                           | Нису се квалификовале                           | Нису се квалификовале                           | Нису се квалификовале                           | Нису се квалификовале                           | 8             | 3                        | 1                        | 4                        | 8                        | 9                        | −1                       |                          |
| 2003                                            | Нису се квалификовале                           | Нису се квалификовале                           | Нису се квалификовале                           | Нису се квалификовале                           | Нису се квалификовале                           | Нису се квалификовале                           | Нису се квалификовале                           | Нису се квалификовале                           | 6             | 1                        | 0                        | 5                        | 4                        | 24                       | −20                      |                          |
| 2007                                            | Нису се квалификовале                           | Нису се квалификовале                           | Нису се квалификовале                           | Нису се квалификовале                           | Нису се квалификовале                           | Нису се квалификовале                           | Нису се квалификовале                           | Нису се квалификовале                           | 8             | 5                        | 1                        | 2                        | 16                       | 5                        | +11                      |                          |
| 2011                                            | Нису се квалификовале                           | Нису се квалификовале                           | Нису се квалификовале                           | Нису се квалификовале                           | Нису се квалификовале                           | Нису се квалификовале                           | Нису се квалификовале                           | Нису се квалификовале                           | 8             | 6                        | 1                        | 1                        | 25                       | 6                        | +19                      |                          |
| 2015                                            | Нису се квалификовале                           | Нису се квалификовале                           | Нису се квалификовале                           | Нису се квалификовале                           | Нису се квалификовале                           | Нису се квалификовале                           | Нису се квалификовале                           | Нису се квалификовале                           | 10            | 7                        | 0                        | 3                        | 27                       | 9                        | +18                      |                          |
| 2019                                            | Нису се квалификовале                           | Нису се квалификовале                           | Нису се квалификовале                           | Нису се квалификовале                           | Нису се квалификовале                           | Нису се квалификовале                           | Нису се квалификовале                           | Нису се квалификовале                           | 8             | 3                        | 1                        | 4                        | 9                        | 13                       | −4                       |                          |
| 2023                                            | Није одлучено                                   | Није одлучено                                   | Није одлучено                                   | Није одлучено                                   | Није одлучено                                   | Није одлучено                                   | Није одлучено                                   | Није одлучено                                   | Није одлучено | Није одлучено            | Није одлучено            | Није одлучено            | Није одлучено            | Није одлучено            | Није одлучено            |                          |
| Укупно                                          | -                                               | -                                               | -                                               | -                                               | -                                               | -                                               | -                                               | -                                               | 48            | 25                       | 4                        | 19                       | 89                       | 66                       | +23                      |                          |

*Означава нерешене утакмице које укључују нокаут мечеве одлучене са пеналима.

### Европско првенство у фудбалу за жене
| Европско првенство у фудбалу за жене − резултати | Европско првенство у фудбалу за жене − резултати | Европско првенство у фудбалу за жене − резултати | Европско првенство у фудбалу за жене − резултати | Европско првенство у фудбалу за жене − резултати | Европско првенство у фудбалу за жене − резултати | Европско првенство у фудбалу за жене − резултати | Европско првенство у фудбалу за жене − резултати | Европско првенство у фудбалу за жене − резултати |                               | Квалификациони резултати      | Квалификациони резултати      | Квалификациони резултати      | Квалификациони резултати      | Квалификациони резултати      | Квалификациони резултати      | Квалификациони резултати |
| Година                                           | Резултат                                         | Ута                                              | Поб                                              | Нер*                                             | Изг                                              | ГД                                               | ГП                                               | Гр                                               | Ута                           | Поб                           | Нер*                          | Изг                           | ГД                            | ГП                            | Гр                            |                          |
| 1984                                             | Нису се квалификовале                            | Нису се квалификовале                            | Нису се квалификовале                            | Нису се квалификовале                            | Нису се квалификовале                            | Нису се квалификовале                            | Нису се квалификовале                            | Нису се квалификовале                            | 6                             | 2                             | 0                             | 4                             | 5                             | 17                            | −12                           |                          |
| 1987                                             | Нису се квалификовале                            | Нису се квалификовале                            | Нису се квалификовале                            | Нису се квалификовале                            | Нису се квалификовале                            | Нису се квалификовале                            | Нису се квалификовале                            | Нису се квалификовале                            | 6                             | 1                             | 2                             | 3                             | 2                             | 6                             | −4                            |                          |
| 1989                                             | Нису се квалификовале                            | Нису се квалификовале                            | Нису се квалификовале                            | Нису се квалификовале                            | Нису се квалификовале                            | Нису се квалификовале                            | Нису се квалификовале                            | Нису се квалификовале                            | 6                             | 1                             | 2                             | 3                             | 9                             | 11                            | −2                            |                          |
| 1991                                             | Нису се квалификовале                            | Нису се квалификовале                            | Нису се квалификовале                            | Нису се квалификовале                            | Нису се квалификовале                            | Нису се квалификовале                            | Нису се квалификовале                            | Нису се квалификовале                            | 6                             | 1                             | 2                             | 3                             | 3                             | 6                             | −3                            |                          |
| 1993                                             | Нису се квалификовале                            | Нису се квалификовале                            | Нису се квалификовале                            | Нису се квалификовале                            | Нису се квалификовале                            | Нису се квалификовале                            | Нису се квалификовале                            | Нису се квалификовале                            | 4                             | 0                             | 2                             | 2                             | 3                             | 12                            | −9                            |                          |
| 1995                                             | Нису се квалификовале                            | Нису се квалификовале                            | Нису се квалификовале                            | Нису се квалификовале                            | Нису се квалификовале                            | Нису се квалификовале                            | Нису се квалификовале                            | Нису се квалификовале                            | 6                             | 2                             | 3                             | 1                             | 8                             | 7                             | +1                            |                          |
| 1997                                             | Нису се квалификовале                            | Нису се квалификовале                            | Нису се квалификовале                            | Нису се квалификовале                            | Нису се квалификовале                            | Нису се квалификовале                            | Нису се квалификовале                            | Нису се квалификовале                            | 8                             | 1                             | 1                             | 6                             | 2                             | 24                            | −22                           |                          |
| 2001                                             | Нису се квалификовале                            | Нису се квалификовале                            | Нису се квалификовале                            | Нису се квалификовале                            | Нису се квалификовале                            | Нису се квалификовале                            | Нису се квалификовале                            | Нису се квалификовале                            | 8                             | 2                             | 0                             | 6                             | 8                             | 21                            | −13                           |                          |
| 2005                                             | Полуфинале                                       | 4                                                | 1                                                | 1                                                | 2                                                | 5                                                | 8                                                | −3                                               | 10                            | 4                             | 4                             | 2                             | 16                            | 7                             | +9                            |                          |
| 2009                                             | Четвртфинале                                     | 4                                                | 2                                                | 0                                                | 2                                                | 5                                                | 5                                                | 0                                                | Квалификовале се као домаћини | Квалификовале се као домаћини | Квалификовале се као домаћини | Квалификовале се као домаћини | Квалификовале се као домаћини | Квалификовале се као домаћини | Квалификовале се као домаћини |                          |
| 2013                                             | Групна фаза                                      | 3                                                | 0                                                | 2                                                | 1                                                | 1                                                | 6                                                | −5                                               | 8                             | 6                             | 1                             | 1                             | 22                            | 4                             | +18                           |                          |
| 2017                                             | Нису се квалификовале                            | Нису се квалификовале                            | Нису се квалификовале                            | Нису се квалификовале                            | Нису се квалификовале                            | Нису се квалификовале                            | Нису се квалификовале                            | Нису се квалификовале                            | 8                             | 4                             | 1                             | 3                             | 17                            | 12                            | +5                            |                          |
| 2022                                             | Групна фаза                                      | 3                                                | 0                                                | 0                                                | 3                                                | 1                                                | 8                                                | −7                                               | 8                             | 7                             | 1                             | 0                             | 24                            | 2                             | +22                           |                          |
| Укупно                                           | 4/13                                             | 14                                               | 3                                                | 3                                                | 8                                                | 12                                               | 27                                               | −15                                              | 84                            | 31                            | 19                            | 34                            | 119                           | 129                           | −10                           |                          |

*Означава нерешене утакмице које укључују нокаут мечеве одлучене са пеналима.

### Куп Кипра за жене
| Куп Кипра за жене − резултати | Куп Кипра за жене − резултати | Куп Кипра за жене − резултати | Куп Кипра за жене − резултати | Куп Кипра за жене − резултати | Куп Кипра за жене − резултати | Куп Кипра за жене − резултати | Куп Кипра за жене − резултати | Куп Кипра за жене − резултати |
| Година                        | Резултат                      | Ута                           | Поб                           | Нер                           | Изг                           | ГД                            | ГП                            | ГР                            |
| ----------------------------- | ----------------------------- | ----------------------------- | ----------------------------- | ----------------------------- | ----------------------------- | ----------------------------- | ----------------------------- | ----------------------------- |
| 2012                          | 7. место                      | 4                             | 1                             | 1                             | 2                             | 6                             | 7                             | −1                            |
| 2013                          | 7. место                      | 4                             | 1                             | 1                             | 2                             | 5                             | 6                             | −1                            |
| 2014                          | 12. место                     | 4                             | 0                             | 1                             | 3                             | 1                             | 8                             | −7                            |
| 2015                          | 9. место                      | 4                             | 1                             | 1                             | 2                             | 3                             | 7                             | −4                            |
| 2016                          | 8. место                      | 4                             | 0                             | 1                             | 3                             | 3                             | 8                             | −5                            |
| 2018                          | 11. место                     | 4                             | 1                             | 1                             | 2                             | 4                             | 7                             | −3                            |
| 2019                          | 9. место                      | 4                             | 1                             | 1                             | 2                             | 3                             | 6                             | −3                            |
| 2020                          | Другопласиране                | 3                             | 1                             | 1                             | 1                             | 7                             | 6                             | −3                            |
| Укупно                        |                               | 24                            | 6                             | 8                             | 17                            | 22                            | 43                            | −21                           |

### Нордијско првенство у фудбалу
| Нордијско првенство у фудбалу за жене − резултати | Нордијско првенство у фудбалу за жене − резултати | Нордијско првенство у фудбалу за жене − резултати | Нордијско првенство у фудбалу за жене − резултати | Нордијско првенство у фудбалу за жене − резултати | Нордијско првенство у фудбалу за жене − резултати | Нордијско првенство у фудбалу за жене − резултати | Нордијско првенство у фудбалу за жене − резултати | Нордијско првенство у фудбалу за жене − резултати |
| Година                                            | Резултат                                          | Ута                                               | Поб                                               | Нер                                               | Изг                                               | ГД                                                | ГП                                                | ГР                                                |
| ------------------------------------------------- | ------------------------------------------------- | ------------------------------------------------- | ------------------------------------------------- | ------------------------------------------------- | ------------------------------------------------- | ------------------------------------------------- | ------------------------------------------------- | ------------------------------------------------- |
| 1974                                              | Треће место                                       | 2                                                 | 0                                                 | 0                                                 | 2                                                 | 0                                                 | 6                                                 | −6                                                |
| 1975                                              | Треће место                                       | 2                                                 | 0                                                 | 0                                                 | 2                                                 | 0                                                 | 13                                                | −13                                               |
| 1976                                              | Треће место                                       | 2                                                 | 0                                                 | 0                                                 | 2                                                 | 1                                                 | 5                                                 | −4                                                |
| 1977                                              | Треће место                                       | 2                                                 | 0                                                 | 0                                                 | 2                                                 | 0                                                 | 5                                                 | −5                                                |
| 1978                                              | Треће место                                       | 3                                                 | 1                                                 | 1                                                 | 1                                                 | 1                                                 | 4                                                 | −3                                                |
| 1979                                              | Треће место                                       | 3                                                 | 1                                                 | 1                                                 | 1                                                 | 2                                                 | 5                                                 | −3                                                |
| 1980                                              | Четврто место                                     | 3                                                 | 0                                                 | 2                                                 | 1                                                 | 1                                                 | 8                                                 | −7                                                |
| 1981                                              | Друго место                                       | 3                                                 | 1                                                 | 1                                                 | 1                                                 | 3                                                 | 4                                                 | −1                                                |
| 1982                                              | Четврто место                                     | 3                                                 | 0                                                 | 1                                                 | 2                                                 | 1                                                 | 6                                                 | −5                                                |
| Укупно                                            | 9/9                                               | 23                                                | 3                                                 | 6                                                 | 14                                                | 9                                                 | 56                                                | −47                                               |